# Jorge de Lencastre
Jorge de Lencastre (Abrantes, 21 de agosto de 1481 - Setúbal, 22 de julio de  1550) fue un aristócrata portugués. Hijo bastardo y legitimado de Juan II el Príncipe Perfecto y de Ana de Mendonça, fue infante de Portugal, segundo duque de Coímbra desde 1509, Gran Almirante de Portugal, maestre de las órdenes militares de San Benito de Avis y de Santiago. 
Fue sepultado en Celeste de Palmela.

## Los primeros años
Jorge de Lencastre nació en Abrantes el 21 de agosto de 1481. Fue criado por su tía, la hermana del rey, Juana de Portugal, en el Convento de Jesús en Aveiro. En la muerte de Juan II el Príncipe Perfecto en 1495, Jorge fue llevado a la corte real, y pronto fue puesto bajo la tutela del monteiro-mor Diogo Fernandes de Almeida (hijo del último aliado de Juan II, Lopo de Almeida, conde de Abrantes).

## Campaña de sucesión
Después de la muerte del heredero real, el príncipe Alfonso, en julio de 1491, el rey Juan II no tuvo hijos legítimos ni hijas que poder casar. El siguiente sucesor legítimo del trono fue su primo (y cuñado), Manuel IV duque de Beja y gran maestro de la Orden de Cristo desde 1484.
Esta era una perspectiva inquietante para Juan II, que no confiaba en Manuel ni en la poderosa Orden de Cristo. Durante las purgas de la alta nobleza en 1483-1484, Juan II había ordenado la ejecución del propio hermano de Manuel, Diogo, duque de Viseu y su cuñado Fernando II, duque de Braganza. Manuel mismo escapó a un destino similar, en gran parte porque Juan II lo consideraba un tonto inofensivo. Ahora que el "tonto" podía sucederle, Juan II pensaba que probablemente desharía todas las reformas centralizadoras que tanto le habían costado y que devolvería el reino a los nobles.
En consecuencia, Juan II lanzó una campaña para hacer que su hijo natural, Jorge de Lencastre, fuera su heredero. Del papa Inocencio VIII, Juan II recibió autorización para nombrar a Jorge el Maestro de la Orden de Santiago y administrador de la Orden de Aviz, en abril de 1492. Pocos días después, el tutor de Jorge, Diogo Fernandes de Almeida, fue nombrado prior de Crato (jefe de la rama portuguesa de los caballeros de San Juan Hospitalario).
Mientras tanto, la reina viuda Eleanor comenzó a tejer una campaña rival, junto con la Orden de Cristo, para evitar el avance de Jorge y proteger la posición de Manuel (su hermano) como heredero.
En 1494, Juan II envió una misión a Roma, encabezada por dos miembros del clan Almeida, para solicitar al papa Alejandro VI que legitimara a Jorge de Lencastre. La petición fue rechazada, llevando la campaña a un final decepcionante.
Juan II, sin embargo, no tenía la intención de entregar el reino a los súbditos de Manuel. En el testamento presentado justo antes de su muerte en 1495, Juan II solicitó a Manuel que designara a Jorge de Lencastre como duque de Coímbra y señor de Montemor-o-Velho e instó a Manuel, en su acceso, a pasar todos sus otros títulos y posesiones, incluyendo la maestría de la Orden de Cristo y la isla de Madeira, a Jorge. La concentración de poder habría convertido a Jorge de Lencastre en el hombre más poderoso del reino, que recordaba a su poderoso tátara-tátara-tío Pedro de Coímbra (una comparación sugerida por el mismo Juan II).
Consciente de evitar una guerra civil, Manuel I aceptó muchos de los puntos en el testamento de Juan II, pero rechazó otros, en particular, Manuel insistió en conservar la Orden de Cristo para sí mismo. Manuel no tenía prisa por cumplir el resto de los términos. El título de duque de Coímbra no fue conferido a Jorge de Lencastre hasta mayo de 1500, y la confirmación se retrasó hasta mayo de 1509, casi quince años después de la muerte de su padre.
Juan II también había pedido que el joven Jorge de Lencastre se casara con una princesa real, y que Manuel le prometiera a su propia primera hija cuando cumplieran la mayoría de edad. Manuel solo cumplió parte, en 1500 al comprometer a Jorge con Beatriz de Vilhena, hija de Álvaro de Braganza, que no era una infanta sino una princesa de sangre real.

## Durante el reinado de Manuel I
La mayoría de los detalles de la subsiguiente vida y carrera de Jorge están empañados por los hagiógrafos de Manuel, ansiosos por retratar al rival del rey de la peor manera posible. Pero lejos de la imagen perezosa y disoluta pintada por los escribas reales, los cronistas de la Orden de Santiago parecen haber considerado a Jorge de Lencastre como un líder y administrador particularmente diligente.
El duque continuó siendo una figura importante en la política portuguesa, particularmente en la primera década más o menos del reinado de Manuel. La Orden de Santiago era la principal base de poder de Jorge, él estableció algo parecido a un tribunal de "oposición" en la sede de la Orden en Palmela. Reunió a su alrededor a los principales leales a Juan II, que se convirtieron en opositores políticos del rey Manuel I de Portugal, especialmente el clan Almeida, la familia Ataíde y por supuesto, la propia familia de su madre, especialmente su tío António de Mendonça Furtado, un comendador de la Orden de Aviz. Otros personajes de la oposición reunidos alrededor de Jorge fueron Álvaro de Castro y Diogo Lopo da Silveira (Barón de Alvito) y los notables navegantes de la India Vasco da Gama y Francisco de Almeida. También se dice que Jorge contó con el apoyo de muchos "cristianos nuevos", que personalmente les dio su protección y que luchó contra la introducción de la Santa Inquisición en Portugal.
El partido de Jorge jugó un papel bastante importante en las primeras expediciones de la India. Formaron el partido "pragmático" e insistieron, como había hecho Juan II, en que las expediciones de la India eran una aventura comercial, un medio para el enriquecimiento del tesoro, un enfoque "renacentista" en la riqueza y el poder. El partido de Manuel tenía una visión más "mesiánica", viendo las expediciones en el extranjero a través de las gafas medievales de la Guerra Santa y la misión religiosa, ideando esquemas para las invasiones en dos frentes de Egipto, marchas en La Meca y la reconquista de Jerusalén. En este sentido, Jorge (si no él personalmente, sin duda la fiesta que dirigió) jugó un papel vital en mantener las expediciones de la India en una pista sana y viable. Los primeros capitanes de la armada de la India se vieron atraídos más por su partido que por Manuel.

## Últimos años
El rey Manuel murió a finales de 1521 y fue sucedido por su hijo Juan III de Portugal, pero el conflicto con Jorge de Lencastre continuó, el estandarte de la oposición fue tomado con más energía por el hijo de Jorge, João de Lencastre, marqués de Torres Novas. Los hijos de los viejos rivales golpearon políticamente la cabeza y, cada vez más, en las hojas del escándalo. A finales de la década de 1520, João lideró la oposición al matrimonio del hermano del rey Juan III, Infante Fernando, con doña Guiomar Coutinho, una destacada noble heredera de los grandes estados feudales de Marialva y Loulé, con el argumento de que ya se había casado en secreto con ella. El Rey respondió encerrando a João de Lencastre en el castillo de São Jorge durante algunos años (un episodio dramatizado más tarde por Camilo Castelo Branco en su obra: O Marquez de Torres-Novas).
El mismo Jorge provocó un escándalo notable al final de su vida cuando, a la edad de 67 años persiguió y se casó con una niña de 16 años, Filipa de Melo (hija de Don Fernando de Lima). El rey Juan III dio gran publicidad al escándalo, mientras que, detrás de la espalda de Jorge, aseguró una anulación del Papa.
Cuando Jorge de Lencastre finalmente murió a finales de julio de 1550, Juan III se movió rápidamente para tomar el control de las órdenes militares. Del Papa Julio III recibió una bula en agosto de 1550, nombrándolo personalmente como el maestro tanto de la Orden de Santiago como de la Orden de Aviz. Esto fue seguido por una segunda bula, emitida bajo gran presión diplomática en diciembre de 1551, designando a los reyes de Portugal como maestros a perpetuidad de ambas órdenes militares, lo que puso fin a la independencia de las órdenes que Jorge había luchado por retener.
A la muerte de Jorge, el título de "Duque de Coimbra" fue extinguido por Juan III. La explicación oficial fue que como Coímbra era una ciudad real, la existencia de un título feudal con el nombre de la ciudad era inapropiada. La verdadera razón era probablemente que el rey estaba ansioso por borrar un título que había sido asumido por dos notables desafiantes del poder real, un nombre que aún podría tener un efecto mágico en la imaginación del próximo portador. Las tierras asociadas con el duque de Coímbra pasaron al duque de Aveiro, un nuevo título creado por Juan III poco antes (hacia 1535) para el hijo y heredero de Jorge, João de Lencastre. La línea de Lencastre continuaría a través de los Duques de Aveiro.

## Matrimonio y descendencia
Se casó con Beatriz de Villena (1483-1535), hija de Álvaro de Braganza, hermano del duque Fernando II de Braganza, y de Felipa de Melo, condesa de Olivenza. Tuvieron numerosos hijos, con el sobrenombre "de Lancastre":
- Juan (1501-22 de agosto de 1571, I duque de Aveiro, hidalgo de la Casa Real, embajador en la corte de Castilla y marqués de Torres Novas en 1547;
- Alfonso (¿?-1578), que se casó con Violante Henriques y Coutinho;
- Luis de Lencastre (¿?-1574),gran comandante de la Orden de Avis (puesto hereditario, transmitido a los jefes de familia entre sus descendientes). Se casó en 1540 con Magdalena Téllez Girón o de Granada;
- Jaime (¿? - ¿?), sacerdote;
- Elena (¿? - ¿?), monja;
- María (¿? - ¿?), monja;
- Felipa (¿? - ¿?), monja;
- Isabel (¿? - ¿?), monja.